# Brabira emerita
Brabira emerita là một loài bướm đêm trong họ Geometridae.